# Interbellum (tijdschrift)
Interbellum of het Bulletin van Interbellum vzw was een tweemaandelijks Vlaams tijdschrift, uitgegeven van 1981 tot 2021. Het ontstond op initiatief van de Gentse stichter Norbert Poulain. Het tijdschrift werd uitgegeven als blad van de Vereniging voor de studie van de vernieuwende creativiteit tussen de twee wereldoorlogen.

## Achtergrond
Interbellum bevatte bijdragen over de diverse aspecten van de interbellumjaren, aankondigingen van lezingen en tentoonstellingen over dit thema, informatie over studiereizen naar art decogebouwen en gerichte literatuurverwijzingen. De redactie van het tijdschrift publiceerde ook tot nu toe (2013) 25 zogenoemde Interbellumcahiers waarin men één thema verder uitdiept. 
Overzicht “Interbellum-Cahiers”:
- 1: P. Fierens: Enquête sur la crise de la peinture, facsimile.uit Les Beaux-Arts, 1935. 1984
- 2: D. Christiaens: De Belgische bijdrage tot de mode in de jaren twintig. 1985
- 6: N. Poulain e.a.: Joris Vandenbroucke en het poppenspel. 1991
- 7: J. Cox: De kunstenaar en zyn werk (194x). 1992
- 8: N. Poulain: Belgische behangselpapier uit het interbellum. 1996
- 9-10: D. Martin & N. Poulain (red.): Planning en contingentie: aspecten van steenbouw, planologie en architectuur tijdens de Tweede Wereldoorlog. 1997
- 11-12: M. Baeck & J. De Plus: Staalharde blikvangers: geëmailleerde reclemaplaten in België. 2001
- 13: M. De Buck e.a. (red.): Een schetsboekje van Geo Henderick. 2004
- 14: G. Caese, N. Poulain & Musée de la Céramique de Devres: Les craquelés. De craquelés. 2005
- 15: B. Baillieul: Het pottenbakkersatelier Maes - Gent. 2006
- 16-17: H. van de Velde: Verspreide geschriften 1  - Ecrits divers 1 - Vermischte Schriften 1 - Various writings 1 facsimile's). 2007
- 18-19: H. van de Velde: Verspreide geschriften 2  - Ecrits divers 2 - Vermischte Schriften 2 - Various writings 2 (facsimile's). 2007
- 20-21: Album De Decker: het album van boekbinder en lederdrijver August De Decker-Lemaire (facsimile). 2011
- 22-23: M. Constandt, D. Decoster & N.Poulain (red.): Lifestyle en erfgoed: de wooncultuur van de toerist tussen 1870 en 1940. 2012
- 24-25: T. Damen & N. Poulain: Les Editions  Nerva & La Céramique Montoise. 2013